# Maria Eneydna Pacheco Kauffman Fidalgo
Maria Eneyda Pacheco Kauffmann Fidalgo (1928 - 1970) fue una botánica, liquenóloga, y micóloga brasileña.

## Biografía
Con la creación de la Sección criptógamas en 1956, las investigaciones brasileñas en micología se desarrollaron en el Instituto de Botánica de São Paulo (IBT-SP), a partir de la contratación del Dr. Alcides Ribeiro Teixeira, quien a su vez invitó a los Dres. Oswaldo Fidalgo y a María Eneyda Pacheco Kauffmann Fidalgo para desarrollar investigación en basidiomicetos desde principios de los 60.
Estuvo casada con su colega micólogo Oswaldo Fidalgo (1928), y tuvieron tres hijas Carla Eleonora Kauffmann Fidaldo, Christine May Kauffmann Fidalgo e Laura Karen Kauffmann Fidalgo.

## Algunas publicaciones
- maria e.p.k. Fidalgo. 1968. The genus Hexagona. Memoirs of the New York Botanical Garden 17: 35-108

- o. Fidalgo, maria e.p.k. Fidalgo. 1968. Polyporaceae from Venezuela I. Memoirs of the New York Botanical Garden 17:1– 34

- -------------, --------------------------. 1967. Fendler's Venenezuelan fungus collection. Acta Biológica venezuelica 5 (12):

- -------------, --------------------------. 1967. Polyporaceae from Trinidad and Tobago, II. Mycologia 59: 833-869

- -------------, --------------------------. 1966. Polyporaceae from Trinidad and Tobago, I. Mycologia 58: 862-904

- -------------, --------------------------, j.s. Furtado. 1965. Fungi of the “Cerrado” region of São Pablo. Rickia 2: 55-71, 6 pls (26 figs)

- -------------, --------------------------. 1963. A new genus based on Fistulina brasiliensis. Mycologia 54 (4): 342-352, 4 figs.

- -------------, --------------------------. 1962. Estudos anatômicos em Polyporaceae. Rickia 1: 195-205

- maria e.p.k. Fidalgo. 1962. The genus Osmoporus Sing. Rickia 1: 95-138, 6 figs, 3 maps

- -------------------------. 1962. O gênero Osmoporus Singer. Nota prévia. Anais Soc. Bot. Brasil 11 (2): 345-351

- -------------------------. 1955. Contribuicao ao estudo de Lonchocarpus discolor Luber 1901. Separata Arq. Servico Florestal 9. Ed. Ministerio da Agricultura

### Libros
- o. Fidalgo, maria e.p.k. Fidalgo. 1967. Dicionário Micológico. Rickia: 1-269 il.[6]

- -------------, --------------------------. 1967. Dicionário Micológico Suplemento 2. Rickia, supl.2: x + 232 ilustr.

## Honores

### Eponimia
- Herbario Maria Eneydna Pacheco Kauffman Fidalgo, Instituto de Botánica, Universidad de São Paulo[7][8]
- La abreviatura «M.Fidalgo» se emplea para indicar a Maria Eneydna Pacheco Kauffman Fidalgo como autoridad en la descripción y clasificación científica de los vegetales.[9]
- Portal:Biografías. Contenido relacionado con Botánica.
- Portal:Biología. Contenido relacionado con Micología.